# Само храбро, Скуби-Ду!
Само храбро, Скуби-Ду! (енгл. Be Cool, Scooby-Doo!) америчка је анимирана телевизијска серија продуцента Warner Bros. Animation-а, дванаеста инкарнација анимиране серије Скуби-Ду Hanna-Barbera-е. У серији, Скуби-Ду банда одлучује да путује заједно током последњег летњег распуста, успут се сусрећући са чудовиштима која уништавају пустош. Описана као комичнија од своје претходне инкарнације, Скуби-Ду! Друштво за демистеризацију, серија користи црте карактера из оригиналне серије из 1969. године, поврх редизајнираних модела ликова.
Српска премијера серије била је 10. септембра 2021. године на HBO Go-у. Синхронизацију је радио студио Sinker Media.

## Радња
После завршене гимназије, наше јунаке чека последње лето за провод које ће провести путујући Мистериозном машином у потрази за забавом и авантуром. Али чудовишта им стално праве невоље.

## Гласовне улоге
| Улога        | Оригинални глас | Српски глас              |
| ------------ | --------------- | ------------------------ |
| Фред Џоунс   | Френк Велкер    | Милан Тубић              |
| Велма Динкли | Кејт Микучи     | Снежана Јеремић Нешковић |
| Дафни Блејк  | Џонатан Гроф    | Андријана Оливерић       |
| Шеги Роџерс  | Метју Лилард    | Лако Николић             |
| Скуби-Ду     | Френк Велкер    | Марко Марковић           |

## Епизоде

### Преглед серије
| Сезона | Сезона | Епизоде | Оригинално емитовање | Оригинално емитовање | Српско емитовање    | Српско емитовање    |
| Сезона | Сезона | Епизоде | Премијера            | Финале               | Премијера           | Финале              |
| ------ | ------ | ------- | -------------------- | -------------------- | ------------------- | ------------------- |
|        | 1.     | 26      | 5. октобар 2015.     | 20. јун 2017.        | 10. септембар 2021. | 10. септембар 2021. |
|        | 2.     | 26      | 28. септембар 2017.  | 19. март 2018.       | н. п.               | н. п.               |

### 1. сезона (2015–17)
| #  | Оригинални назив | Српски назив           | Оригинална премијера | Српска премијера    | Прод. код |
| -- | ---------------- | ---------------------- | -------------------- | ------------------- | --------- |
| 1. |                  | Почетни курс мистерије | 5. октобар 2015.     | 10. септембар 2021. | 101       |